# جورج إم. تشرتش
جورج إم. تشرتش (بالإنجليزية: George M. Church)‏ هو عالم كيمياء حيوية وباحث وكيميائي وعالم وراثة وأستاذ جامعي أمريكي، ولد في 28 أغسطس 1954 في MacDill Air Force Base ‏ في الولايات المتحدة.